# Bahlaii, Volociîsk
Bahlaii (în ucraineană Баглаї) este un sat în comuna Trîtelnîkî din raionul Volociîsk, regiunea Hmelnîțkîi, Ucraina.

## Demografie
Componența lingvistică a localității Bahlaii
     Ucraineană (99,21%)
     Alte limbi (0,78%)
Conform recensământului din 2001, majoritatea populației localității Bahlaii era vorbitoare de ucraineană (99,21%), existând în minoritate și vorbitori de alte limbi.